# عين رافة

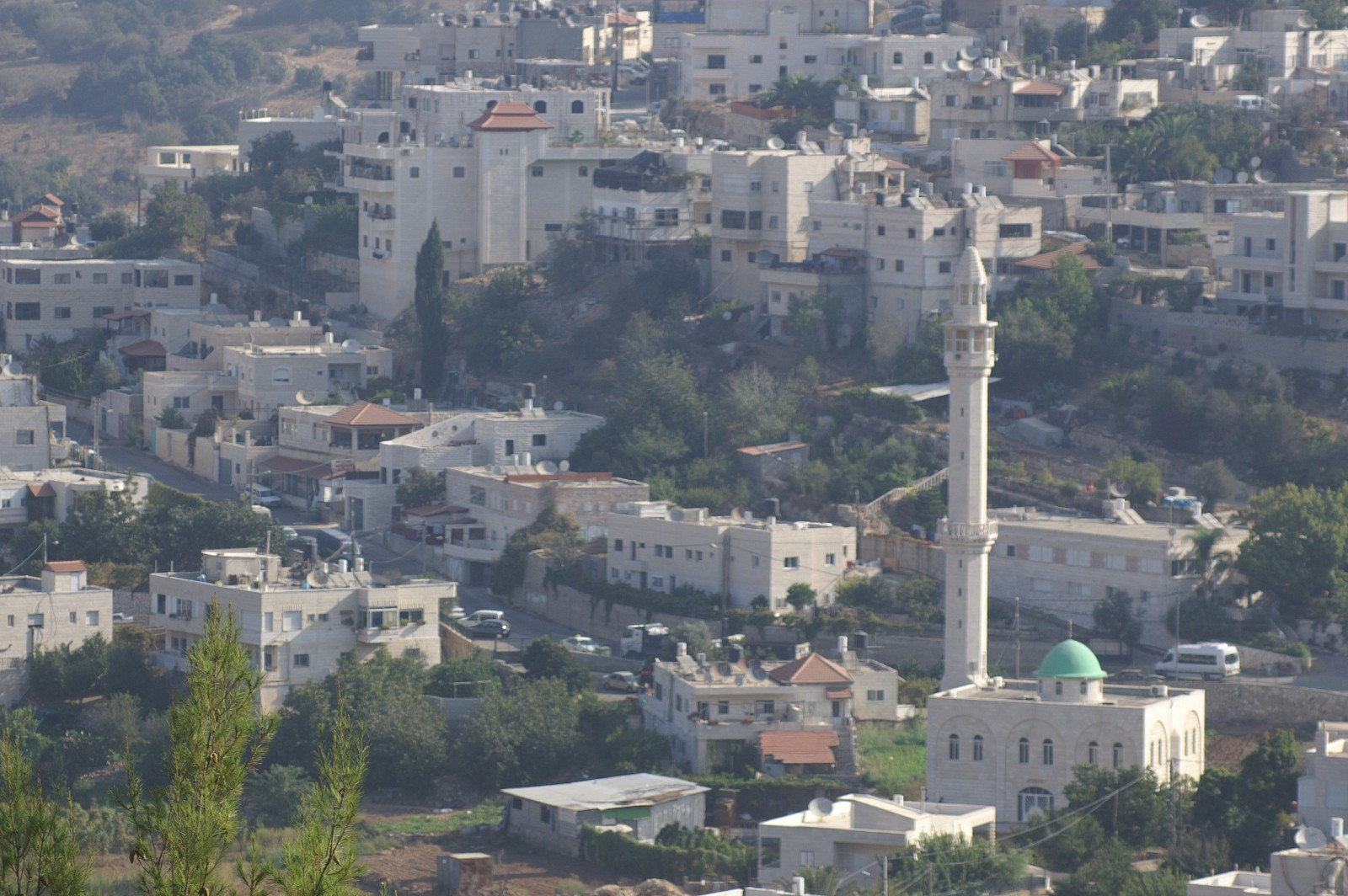
منظر عام للقرية

عين رافة هي قرية تقع غربي مدينة القدس تأسست علي يد السلطان عبد الحميد الثاني، يقدر عدد سكان قرية عين رافة نحو 1200 نسمة جميعهم ينتمون إلى الأسرة البرهومية البنانية الاصل، وتقع بجانها طريق القدس يافا.